# SP La Fiorita
Società Polisportiva La Fiorita je sanmarinský sportovní klub založený v roce 1967 ve městě Montegiardino. Je známý především svou fotbalovou sekcí, která hraje skupinu B sanmarinské nejvyšší soutěže a je trojnásobným mistrem země. Aktuální titul mužstvo získalo v roce 2014, když vyhrálo svoji skupinu a ve finále play-off zdolalo SS Folgore Falciano Calcio 2:0. Klub má přezdívku Gialloblù (žlutomodří).

## Úspěchy
- Mistr San Marina (6×): 1986–87, 1989–90, 2013–14, 2016–17, 2017–18, 2021–22[1]
- Coppa Titano (7×): 1985–1986, 2011–12, 2012–13, 2015-16, 2017-18, 2020-21, 2023-24[2]
- Sanmarinský Superpohár (1×): 2012

## Evropské poháry
| Sezóna  | Soutěž             | Kolo        | Soupeř                | Doma | Venku | Celkem | Postup  |
| ------- | ------------------ | ----------- | --------------------- | ---- | ----- | ------ | ------- |
| 2012/13 | Evropská liga UEFA | 1. předkolo | FK Liepājas Metalurgs | 0–2  | 0–4   | 0–6    | vyřazen |
| 2013/14 | Evropská liga UEFA | 1. předkolo | Valletta FC           | 0–3  | 0–1   | 0–4    | vyřazen |
| 2014/15 | Liga mistrů UEFA   | 1. předkolo | FC Levadia Tallinn    | 0–1  | 0–7   | 0–8    | vyřazen |